# Fritz Bauer (Ruderer)
Fritz Bauer (* 23. Juni 1906 in Breslau; † 19. September 1992 in Mannheim) war ein deutscher Steuermann im Rudersport, der 1936 Olympiasieger wurde.
Bauer trat für den Mannheimer Ruderverein Amicitia von 1876 an, lediglich in der Saison 1938 startete er für den Ruderverein Wratislavia Breslau. Seinen ersten Deutschen Meistertitel gewann Bauer 1928 als Steuermann des Mannheimer Achters, 1929, 1930 und 1931 gewann er weitere Titel mit dem Achter, 1939 folgte noch ein dritter Platz. 1929, 1930, 1936 und 1947 gewann er den Deutschen Meistertitel mit dem Mannheimer Vierer mit Steuermann, 1938 steuerte er den Breslauer Vierer zur Deutschen Meisterschaft, dieses Boot gewann auch den Titel bei der Europameisterschaft 1938 in Mailand.
Bauer nahm dreimal an Olympischen Spielen teil: 1928 in Amsterdam schied er mit dem Achter in der Dritten Runde aus, da nur zwei Boote das Finale erreichten, wurden die Platzierungen aus den Ergebnissen der vorherigen Rennen ermittelt, der deutsche Achter wird als Fünfter gelistet. 1932 in Los Angeles erreichten vier Achter das Finale, der deutsche Achter schied als zweitplatziertes Boot des zweiten Hoffnungslaufs aus, die Platzierung entspricht ebenfalls einem fünften Platz. Vier Jahre später bei den Olympischen Spielen 1936 in Berlin gewann Bauer mit einer Mannheim-Ludwigshafener Renngemeinschaft aus Hans Maier, Walter Volle, Ernst Gaber und Paul Söllner das olympische Finale im Vierer mit Steuermann mit acht Sekunden Vorsprung auf das Boot aus der Schweiz.